# Onthophagus sakainoi
Onthophagus sakainoi är en skalbaggsart som beskrevs av Masumoto 1991. Onthophagus sakainoi ingår i släktet Onthophagus och familjen bladhorningar. Inga underarter finns listade i Catalogue of Life.